# Honda S2000
El Honda S2000 es un automóvil deportivo producido por el fabricante japonés Honda desde abril de 1999 hasta junio de 2009. El automóvil fue creado para celebrar el 50.º aniversario de la compañía, y continúa la saga de roadsters ligeros comenzada por el S500, S600 y S800.
Es un descapotable de dos plazas con techo de vinilo de plegado eléctrico, motor central delantero longitudinal y tracción trasera. Tiene un diferencial de deslizamiento limitado Torsen acoplado a una transmisión manual de seis velocidades.

## Modelos

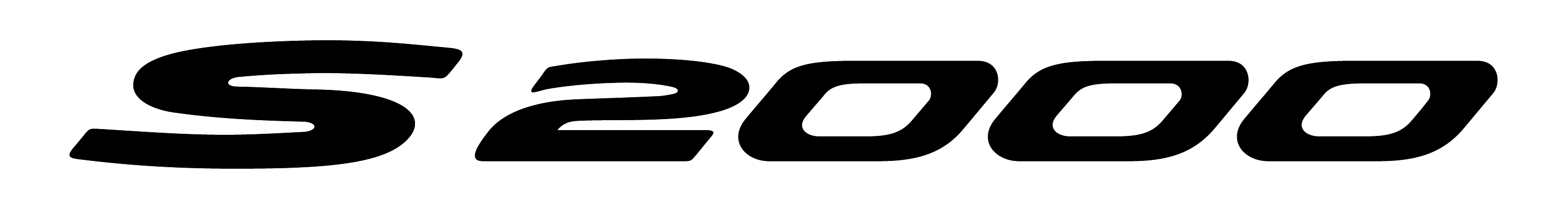
Logotipo del S2000

El coche se lanzó originalmente en 1999 como un modelo 2000, con la designación de chasis AP1. El modelo 2000 contaba con llantas de 16" con neumáticos Bridgestone Potenza S-02.
Para el modelo 2002, se revisó la configuración de la suspensión y se introdujo un pequeño deflector de aire trasero. El parabrisas trasero de plástico se reemplazó por uno de vidrio y se añadió el limpiaparabrisas eléctrico para el parabrisas. Otras novedades eran un equipo de música mejorado y una revisión de la unidad de control de motor (ECU).
Desde su creación en 1999 hasta 2003 el S2000 se fabricó en la planta de Honda en Takanezawa, Tochigi, donde también se producían el supercar Honda NSX y el Honda Insight híbrido. En 2004 la producción se trasladó a la planta de Suzuka.
El modelo 2004 presenta unas llantas de 17" de nuevo diseño y neumáticos Bridgestone RE-050 junto a una nueva puesta a punto de la suspensión que reducen la tendencia del coche a sobrevirar. Los muelles y amortiguadores fueron modificados al igual que la geometría de la suspensión para mejorar la estabilidad mediante la reducción de los cambios de convergencia bajo apoyos fuertes. Además, se introdujeron cambios cosméticos en el exterior con nuevos parachoques delantero y trasero, faros revisados, nuevos pilotos traseros de tipo LED, y salida del tubo de escape de forma oval. Al mismo tiempo, Honda presentó una variante con motor de 2.2 L para el mercado norteamericano. El coche salió con la designación de chasis AP2.

## Motor

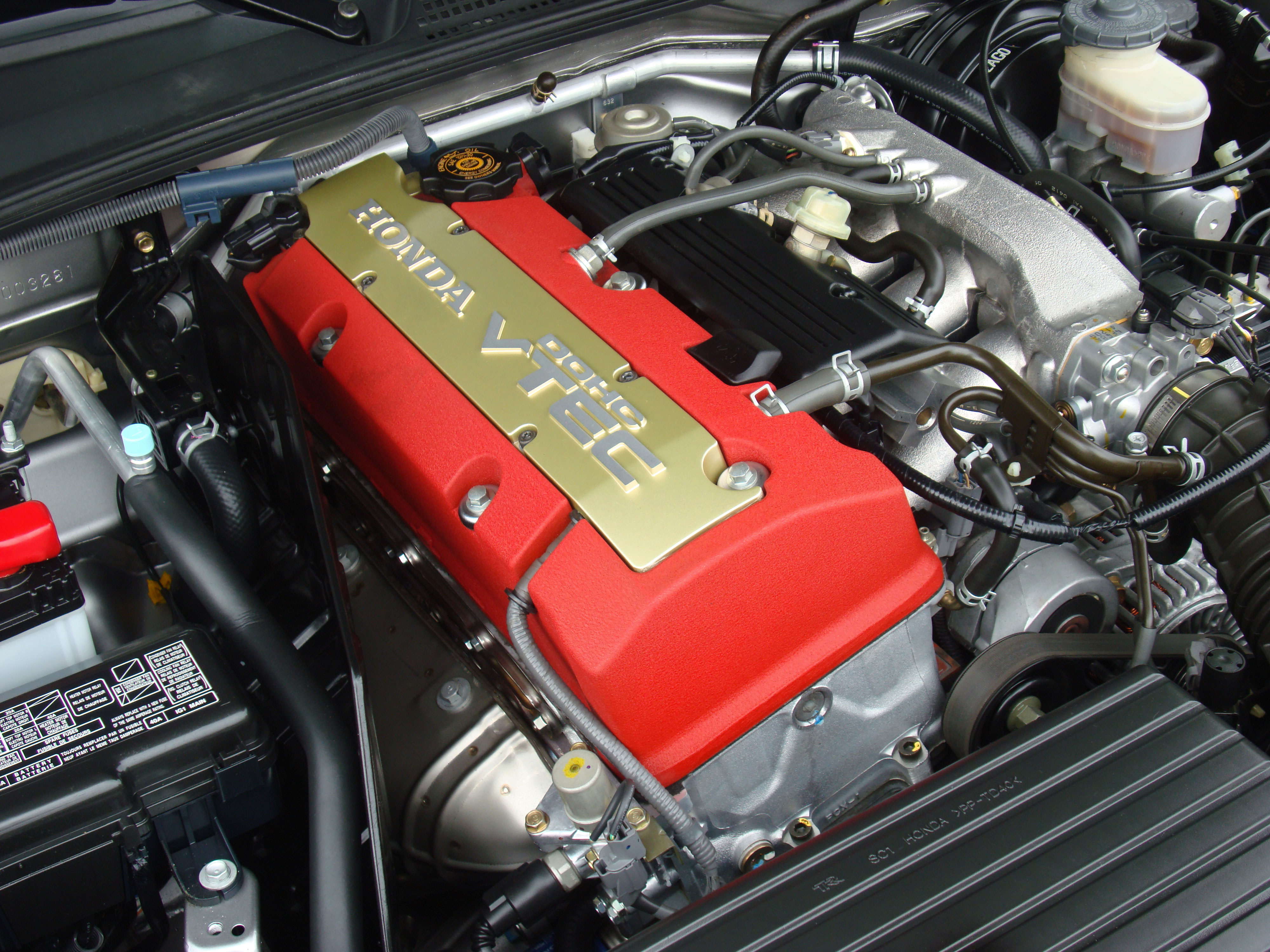
Motor Honda F22C1 en la S2000 AP2

El S2000 (modelos de 2000 a 2003 en EE. UU., todos en Europa, de 2000 a 2006 en Japón) estaban equipados con un motor de cuatro cilindros en línea DOHC-VTEC con denominación interna F20C de 2.0 L (1997 cc) que producía 241 CV (177 kilovatios) a 8.300 rpm y un par motor de 208 Nm a 7.500 rpm en las unidades destinadas al mercado norteamericano, las unidades destinadas a Europa tenían 241 CV (177 kilovatios) y los modelos destinados a Japón 250 CV (184 kilovatios) a 8.600 rpm debido a pequeñas diferencias en la relación de compresión del motor.
Honda introdujo una variante del motor F20C en el mercado norteamericano en 2004. Designado F22C1, la carrera del pistón fue incrementada haciendo que la cilindrada del motor pasara a 2.2 L. La zona roja se redujo de 9.000 a 8.000 rpm con el corte de inyección a 8.200 rpm, debido a la mayor carrera del pistón. El par motor máximo se incrementó un 6% hasta 220 Nm (162 lb-ft) a 6.200 rpm, y el F22C1 fue puesto a punto para tener mayor par a bajas revoluciones que el F20C, aunque la potencia máxima era la misma.[cita requerida] Inicialmente, el F22C1 solo estaba destinado al mercado norteamericano, pero fue introducido en Japón en 2006 con 242 CV (178 kilovatios). En el resto de mercados continua la versión de 2.0 L.
Debido en parte a la naturaleza de su motor de altas revoluciones (corte a 9.000 rpm en el 2,0 L y 8.200 rpm en el 2,2 L), el S2000 logra la mayor potencia específica de cualquier motor de pistones atmosférico producido en serie en el mundo, con 125 CV (92 kilovatios)/L en el F20C japonés. El ligero y compacto motor, montado enteramente detrás del eje delantero, permite al S2000 obtener una distribución de pesos del 50% en cada eje y un menor momento de inercia que no podría ser conseguido si estuviese montado de otra manera.
Al introducir el F22C1, Honda cambió también los desarrollos de la transmisión acortando las 4 primeras marchas y alargando las otras 2. Otra inclusión fue una válvula de liberación del embrague que incrementaba la longevidad de la transmisión.

## Premios
El S2000 estuvo en la "Lista de los Diez Mejores Automóviles"' de la revista Car and Driver en 2000, 2001, 2002 y 2004. 
El S2000 fue el modelo mejor evaluado en cuanto a fiabilidad en el estudio sobre coches deportivos realizado por J.D. Power and Associates en 2004 y 2006, y estuvo constantemente en las tres primeras posiciones. 
El motor F20C ganó el trofeo Motor Internacional Engine del Año en la categoría de "1.8 a 2.0 litros" durante 5 años desde 2000 a 2004. También figuró en la lista de los 10 mejores motores de Ward en 2000 y 2001.
El S2000 se clasificó en el número 1 en el informe del programa de la BBC Top Gear en 2004, 2005, y 2006.